# Raikküla

Raikküla (jusqu’en 1919 en allemand : Rayküll) est un village estonien appartenant à la municipalité rurale de Raikküla qui se trouve dans la région de Rapla au centre du pays. Sa population était de 309 habitants au 1er janvier 2006. Ce village est surtout connu pour son château néoclassique qui appartenait à la famille von Keyserling.